# Kein Koks für Sherlock Holmes
Kein Koks für Sherlock Holmes ist ein britisch-amerikanischer Film aus dem Jahr 1976, bei dem Herbert Ross Regie führte. Der Film basiert auf dem Buch The Seven-Per-Cent Solution von Nicholas Meyer aus dem Jahr 1974, das auf Deutsch 1976 unter gleichem Titel erschien und 1995 unter dem Titel Sherlock Holmes und der Fall Sigmund Freud neu aufgelegt wurde.

## Handlung
Sherlock Holmes flüchtet sich mit Hilfe von Kokain in Wahnvorstellungen von einem Superkriminellen, Professor Moriarty, der in Wahrheit jedoch der frühere Hauslehrer der Familie Holmes war und als Geliebter von Holmes’ Mutter schuld an deren gewaltsamem Tod ist. Dr. Watson und Sherlocks Bruder Mycroft gelingt es, Holmes auf der Suche nach dem vermeintlich flüchtigen Moriarty nach Wien in die Praxis von Sigmund Freud zu locken. Dieser befreit ihn von seiner Sucht und unterzieht Holmes einer Psychoanalyse. Nebenbei lösen Holmes, Watson und Freud in der österreichischen Hauptstadt einen Fall, der eine Patientin von Freud betrifft. Holmes bringt dabei Freud die Kunst der genauen forensischen Beobachtung bei. Als Watson am Ende fragt, wie er diese Geschichte nun seinen Lesern erzählen soll, schlägt ihm Holmes vor, etwas über Holmes’ Tod im Kampf mit Moriarty zu erfinden, damit der Detektiv eine Zeit lang Ruhe vor der Öffentlichkeit habe. Dies ist eine Anspielung auf die originale Geschichte Das letzte Problem.

## Kritiken
„Macht Freude, das Zusehen, denn der Film spielt in der Belle Epoque, der Entstehungszeit des Orient-Express. Gute Darsteller, gelungenes Dekor, eine tolle Kamera und sehenswerte Kostüme sorgen bei dieser etwas anderen Holmes-Story für beste Unterhaltung.“

„Stilvoll inszeniertes, ausgestattetes und fotografiertes Kriminal-Kammerspiel, das sich allmählich zur vergnüglichen Unterhaltung mit brillanten schauspielerischen Leistungen steigert.“

## Auszeichnungen
Der Film erhielt 1977 eine Saturn-Award-Nominierung als bester Fantasyfilm sowie zwei Oscar-Nominierungen (Kostüme und Drehbuch).

## Soundtrack
- John Addison: The Seven-Per-Cent Solution. Original Motion Picture Score. Citadel Records, Burbank s. a., Tonträger-Nr. CT-JA-1 – stereofone Originalaufnahme der Filmmusik unter der Leitung des Komponisten (LP)
- John Addison: The Seven-Per-Cent Solution. Suite. Auf: Sherlock Holmes. Classic Themes from 221B Baker Street. Varèse Sarabande/Colosseum, Nürnberg 1996, Tonträger-Nr. VSD-5692 – digitale Neueinspielung (Stereo) unter der Leitung von Lanny Meyers (CD)